# Warren Moon
Harold Warren Moon (* 18. November 1956 in Los Angeles, Kalifornien) ist ein ehemaliger US-amerikanischer American-Football- und Canadian-Football-Spieler auf der Position des Quarterbacks. Er spielte für die Edmonton Eskimos in der Canadian Football League (CFL) und für die Houston Oilers, Minnesota Vikings, Seattle Seahawks und Kansas City Chiefs in der National Football League (NFL). Aktuell arbeitet er als Reporter für die Seattle Seahawks.

## Frühe Jahre
Moon wurde in Los Angeles geboren und wuchs mit 6 Schwestern auf. Sein Vater starb an Leberversagen, als Moon sieben Jahre alt war. Somit war er frühzeitig der einzige Mann im Haus und musste früh lernen, sich um seine Familie zu kümmern. Er entschied sich daher dazu, nur eine Sportart an der High School auszuüben, um das restliche Jahr zu Hause aushelfen zu können. Mit der Adresse einer Bekannten schrieb er sich an der Alexander Hamilton High School ein, welche bessere akademische und sportliche Aussichten bot als die Schule in seiner unmittelbaren Nachbarschaft. Er entschied sich, Football zu spielen, denn er hatte festgestellt, dass er den Ball weiter und präziser werfen konnte als alle anderen. Starting-Quarterback wurde er erst in seinem Juniorjahr, bevor er sein Team ein Jahr später in die Play-offs führte und in die Stadtauswahl gewählt wurde.

## College
Von College-Football-Scouts bekam er auf Grund seiner geringeren Körpergröße und -statur nur wenig Aufmerksamkeit. Somit entschied er sich für das West Los Angeles Junior College, wo er mit starken Leistungen auf sich aufmerksam machte und 1973 zum Western State Conference Player of the Year gewählt wurde. Schließlich bekam er ein Angebot der University of Washington und somit die Chance auf der großen Bühne Football zu spielen. Allerdings begab er sich somit auch in ein Umfeld in dem es, bei einem Anteil an Afroamerikanern von weniger als vier Prozent, in der Vergangenheit zu Rassenkonflikten gekommen war. Als Sophomore war er nur Ersatz und wurde erst als Junior Stammspieler. In einer schwachen Saison, welche mit fünf Siegen bei sechs Niederlagen endete, wurde Moon zum Sündenbock der eigenen Fans und bei Heimspielen ausgebuht. Dennoch ließ er sich nicht beirren und führte die Washington Huskys im Jahr darauf zur Conference Championship. Im Rose Bowl setzten sie sich gegen die favorisierte University of Michigan durch, und Moon erhielt die Auszeichnung zum Rose Bowl MVP.

## Profikarriere
Trotz seiner Erfolge im College wurde er im NFL Draft 1978 in zwölf Runden nicht ausgewählt.
So zog es Moon zu den Edmonton Eskimos in die Canadian Football League (CFL), mit denen er zwischen 1978 und 1983 insgesamt fünfmal in Folge den Grey Cup, den Meistertitel der CFL, gewinnen konnte.
1984 entschied er sich in die NFL zu wechseln. Die Houston Oilers verpflichteten den zweimaligen „CFL MVP“ für ihr Team. Oilers Head Coach Hugh Campbell, Moons ehemaliger Trainer in Edmonton, wollte ihn unbedingt als Quarterback im Team haben.
Moon sollte für zehn Jahre (sechs Pro-Bowl-Nominierungen) der Spielmacher der Oilers sein, mit denen er seine größten Erfolge (sieben Play-off-Teilnahmen, zweimal Division Champion, Offensive Player of the Year 1990) in der NFL feierte. Ein Super-Bowl-Erfolg (und damit auch ein Super-Bowl-Ring) blieb ihm zwar verwehrt, jedoch wurde ihm 1989 die persönlich größte Ehrung zu Teil, als er zum „Walter Payton Man of the Year“ gewählt wurde. 1993 folgte die Auszeichnung mit dem Bart Starr Award.
Von 1994 bis 1996 trug Moon das Trikot der Minnesota Vikings, die er in dieser Zeit zweimal in die Playoffs führte. In seinen zwei Spielzeiten bei den Seattle Seahawks (1997–1998) erzielte Warren Moon einen Team-Rekord für geworfene Yards (3.678), bevor er im Laufe der 1998er Saison durch Jon Kitna ersetzt wurde. Seine Laufbahn ließ der NFL-Veteran (17 Spielzeiten mit 208 Einsätzen) bei den Kansas City Chiefs als Backup-Quarterback ausklingen.
Moon wurde 2006 in die Pro Football Hall of Fame aufgenommen. Zuvor wurde er 2001 in die Canadian Football Hall of Fame aufgenommen. Seine Rückennummer 1 wird durch die Tennessee Titans nicht mehr vergeben.